# Канцо
Ка̀нцо (на италиански: Canzo; на ломбардски: Canz, Канц) е градче и община в Северна Италия, провинция Комо, регион Ломбардия. Разположено е на 402 m надморска височина. Населението на общината е 5081 души (към 2017 г.).